# Rumänischer Nackthalstümmler

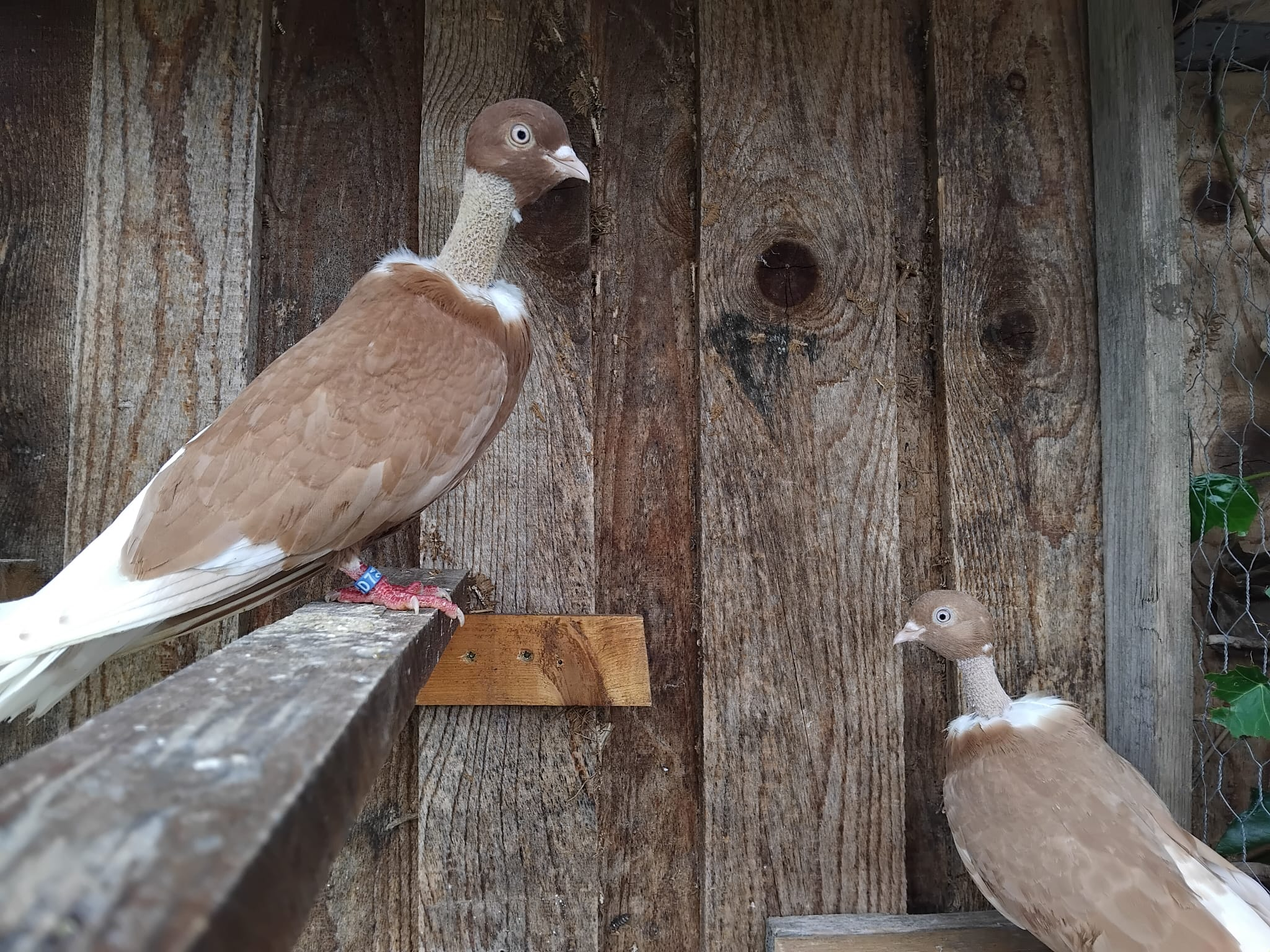
Ein Paar Nackthalstümmler in Gelb

Der Rumänische Nackthalstümmler (zburător gât golaș românesc) ist eine mittelgroße nackthalsige Taubenrasse mit kräftiger Figur, deren Gefieder mit Ausnahme der Halsmitte normal entwickelt ist. In Deutschland wurden sie erst Ende der sechziger Jahre im gelben, roten und dem seltenen rotfahlen Farbenschlag anerkannt. In Rumänien sind auch rot- und gelb-gescheckte, sowie getigerte bekannt. Als gute Hochflieger wurden sie hauptsächlich in Bukarest und Umgebung gezüchtet.

## Nackthalsigkeit

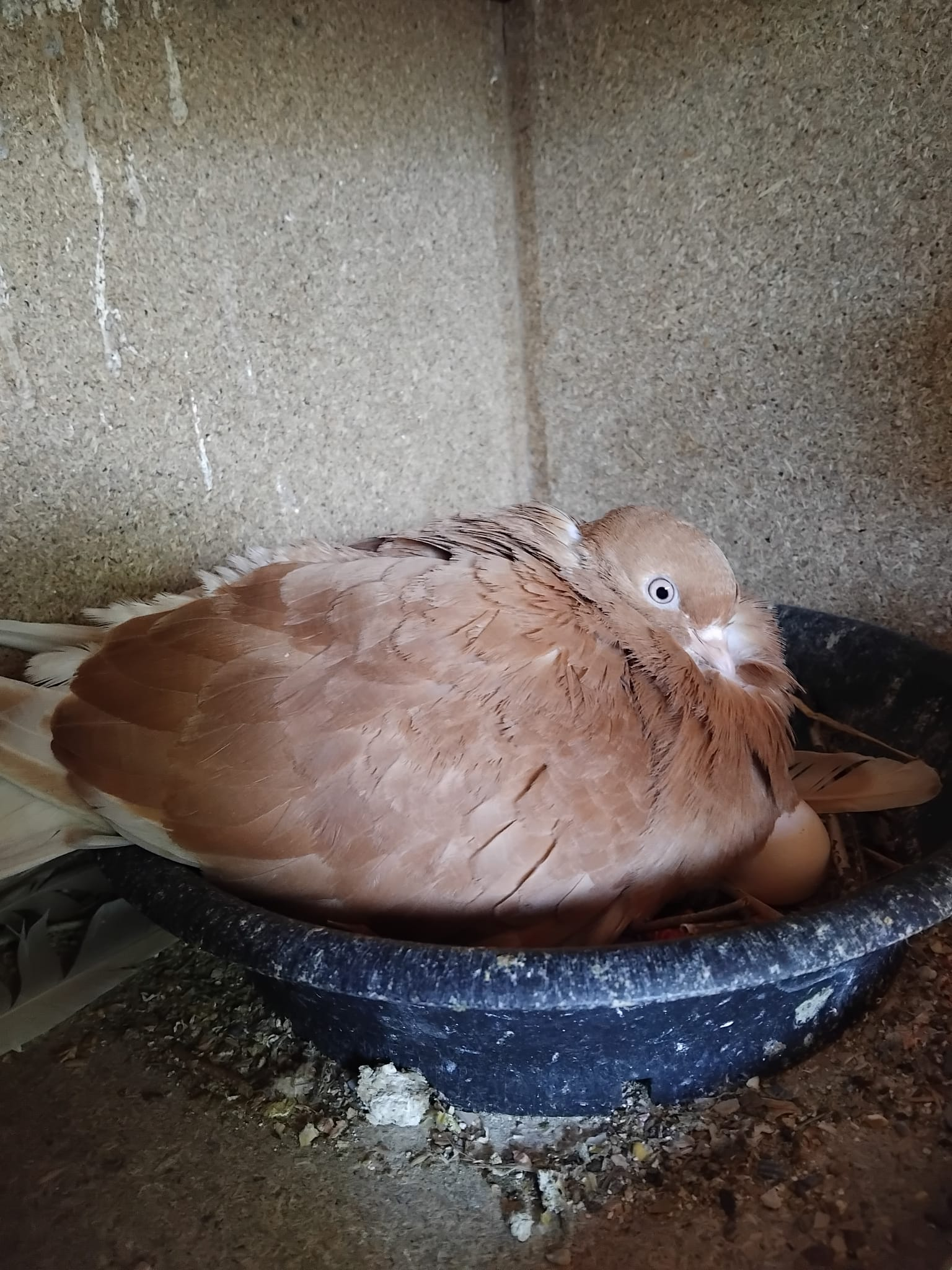
Ein Nackthalstümmler mit Gelege

Theoretisch kann es durch Mutation bei jeder Rasse zu nackthalsigen Tieren kommen. Nackthalsige Haustauben sind in Rumänien und Spanien schon sehr lange bekannt, in Ungarn traten nackthalsige Feldtauben auf. Im Gegensatz zu den Nackthalshühnern, deren federloser Hals auf ein dominantes Gen zurückzuführen ist, wird der gegenüber dem Wildtypen Normalgefieder rezessive Faktor der Nackthalsigkeit bei Tauben intermediär vererbt. Nachkommen aus Kreuzungen nackthalsiger Tauben mit normalfiedrigen Tauben weisen alle Übergänge von normaler Hautbefiederung bis zu teilweise nackten Hautpartien auf.

## Beschreibung
Der Rumänische Nackthalstümmler ist aus rumänischen Ciungtümmlern hervorgegangen und wurde in der ungarischen Fachpresse bereits 1899 beschrieben. Weltbekannt wurden sie durch Veröffentlichungen von Prof. Peterfi im Jahr 1952, der meinte, die Rasse sei um 1900 in der Walachei (Muntenia) entstanden und habe mit den Goloscheni russische Vorfahren.

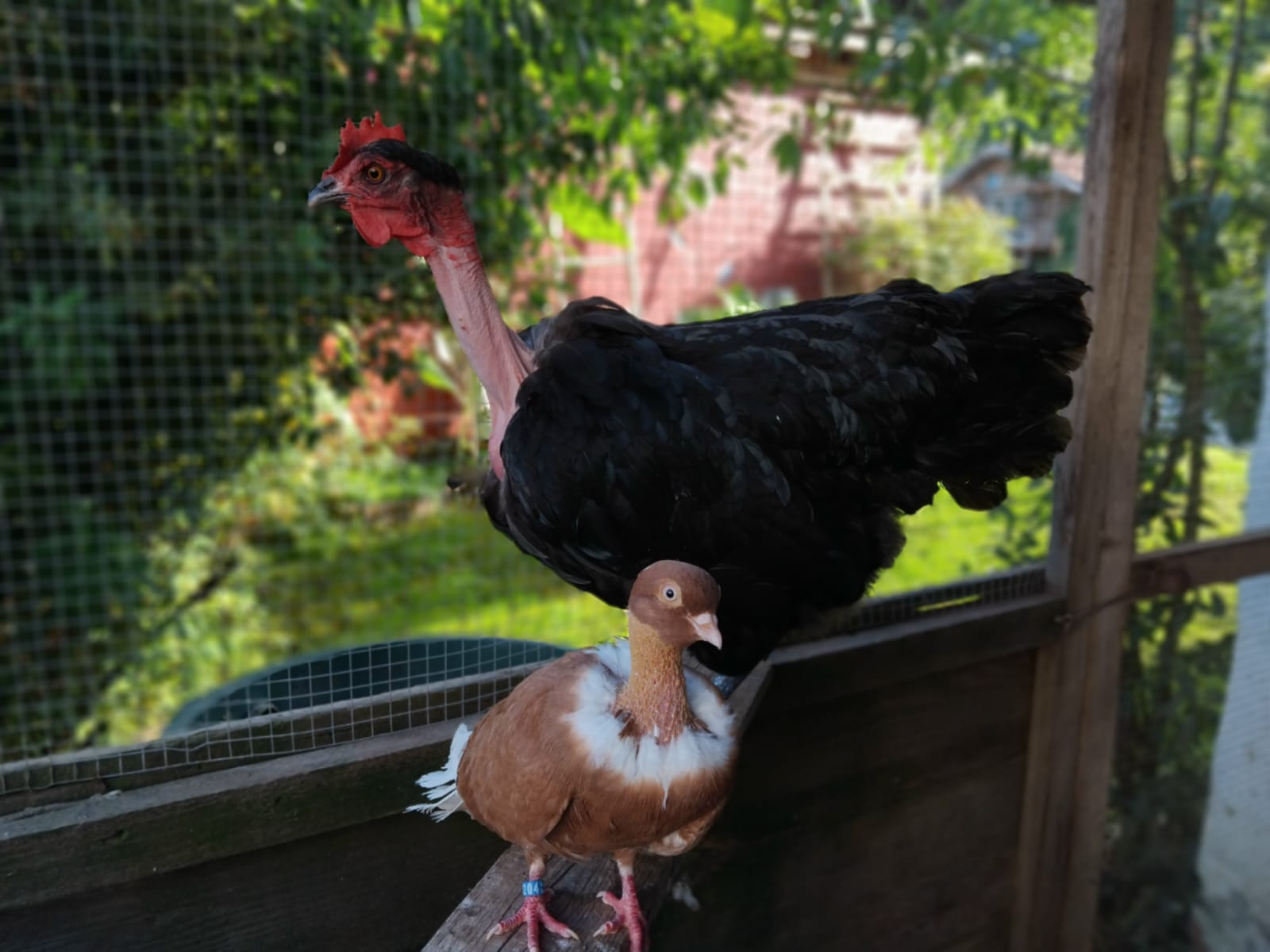
Eine schwarze Nackthalshenne und ein gelber Nackthalstümmler

Die Federn des Rumänischen Nackthalstümmlers sind verhältnismäßig lang.
Die Läufe sind kurz bis mittellang und unbefiedert.
Der Kopf ist gewölbt und glattköpfig. Die Augen sind perlfarbig, der Augenrand schmal. Der Schnabel ist mittellang und nach unten gerichtet. Bei Roten Tümmlern ist er hornfarbig bis dunkel, bei Gelben hell bis hellhornfarbig.
Der Hals ist mittellang und wird leicht nach hinten gebogen. Die Mitte ist rundherum unbefiedert. Kurze Stoppeln wachsen periodisch nach, trocknen ein und fallen wieder aus. Die Haut ist runzelig, fleischfarbig bis braun.
Die Brust tritt wenig vor. Der Rücken fällt nach hinten ab. Die Flügel sind verhältnismäßig lang. Die Schwingen werden vom Tümmler locker auf oder neben dem ziemlich langen Schwanz getragen. Dieser besteht aus 12 bis 16 Steuerfedern und wird flach getragen.

## Sonderverein
Es gibt den Sonderverein der Züchter der Nackthalshühner, Zwerg-Nackthalshühner und Rumänischer Nackthalstümmlern von 1905.